# 薑餅
薑餅分成三種寫法（英語：Gingerbread），各寫法介紹如下：
- Gingerbread（英語）：指一種廣泛的烘焙食品類別，通常與薑、丁香或肉豆蔻調味並加食糖和蜂蜜（或糖蜜）。Gingerbread範圍廣泛，從柔軟而潮濕的蛋糕到類似薑餅餅乾亦可[1]。
- Lebkuchen（德語，德語發音：[ˈleːpˌku:xn] ⓘ）[註 1]：在德國傳統是一種在圣诞节烘烤並請客的食物，與Gingerbread類似。
- Panpepato（義大利語）[註 2]：是一種在費拉拉省、锡耶纳、特爾尼省、薩比納（英语：Sabina (region)）和拉丁谷的圓形蛋糕甜食[2]。

## 詞源
- Gingerbread（英語）：術語的一種。起初Gingerbread是通過古法語的“gingebras”一詞至拉丁语的“zingiber”一詞，指“保存薑”，並提到用蜂蜜和香辛料製成的甜點。Gingerbread經常用來翻譯成法語的“香料糕饼”（“香料麵包”字面）或德語的“Lebkuchen”。
- Lebkuchen（德語）：在语源学中是不確定的。擬議的衍生可能包括：從拉丁語“libum”（扁麵包）以及日耳曼語“Laib”（麵包）和“lebbe”（很甜）；另一種可能性是來自舊的術語“Leb-Honig”。從蜂巢中取出結晶蜂蜜，不能於烘烤旁使用。民俗詞源學（英语：Folk etymology）協會通常與“Leben”（生命）、“Leib”（身體）、“Leibspeise”（喜愛食物）和“Kuchen”（蛋糕）名字使用。

## 外部連結
- Gingerbread

- Gingerbread at the Open Directory Project
- Gingerbread Men—Facebook fan page
- Amazon Kitchen Shorts: Mini Gingerbread Houses （页面存档备份，存于）

- Lebkuchen

- Lebkuchen （页面存档备份，存于）
- Germans fall out of love with Lebkuchen （页面存档备份，存于） at The Guardian
- 593 Lebkuchen recipes on Chefkoch.de as of 04-Mar-2013 （页面存档备份，存于）